# کنتا اینوئه
کنتا اینوئه (ژاپنی: 井上 健太؛ زادهٔ ۲۳ ژوئیهٔ ۱۹۹۸) یک بازیکن فوتبال اهل ژاپن است.
از باشگاه‌هایی که در آن بازی کرده‌است می‌توان به باشگاه فوتبال اوئیتا ترینیتا اشاره کرد.